# Drapeau d'Austin
Le drapeau d'Austin est adopté par la ville d'Austin, Texas, aux États-Unis. Il se compose d'un champ blanc avec le sceau d'Austin sans le cercle de texte environnant. Sous le sceau d'Austin se trouve le texte « Ville d'Austin » en majuscule (en anglais : City of Austin), écrit en bleu et voûté vers le haut.

## Conception et symbolisme
Le drapeau a une proportion de 2 unités de haut par 3 unités de large. Le bouclier au centre mesure environ 1 unité de haut et les deux tiers d'une unité de haut et est divisé en trois bandes verticales uniformes de rouge, blanc et rouge. Le sommet du bouclier est un triangle isocèle bleu avec une lampe à huile orange au milieu. Le schéma de couleurs rouge, blanc et bleu symbolise qu'il est situé au Texas et aux États-Unis, car ils ont tous deux le rouge, le blanc et le bleu comme couleurs officielles. La lampe à huile symbolise la connaissance et représente les différentes options éducatives au sein d'Austin, notamment l'Université du Texas à Austin située dans la ville (d'où le choix de la couleur orange). Le bouclier est bordé d'une étroite bordure dorée. La crête du bouclier repose sur une couronne blanche. La crête se compose d'une croix latine dorée avec des ailes blanches soulignées de bleu dépassant de chaque côté. Cet écusson est dérivé des armoiries de l'homonyme de la ville, Stephen F. Austin. Austin est connu comme le « père du Texas » en grande partie en raison de ses efforts dans la colonisation et la croissance du territoire. La croix symbolisait qu'un ancêtre d'Austin participait à une croisade, tandis que les ailes étaient conçues pour symboliser Saint Austin, archevêque de Cantorbéry, qui a converti le Pays de Galles au christianisme. Ce symbolisme s'avérera important dans le procès de 1992. Derrière la crête se trouve une silhouette du Capitole de l'État du Texas en rouge, avec un contour bleu. Cela représente son statut de capitale du Texas. Écrit en bleu est le texte « Ville d'Austin » (en majuscule), qui est arqué dans le sens antihoraire dans le tiers inférieur du drapeau.

## Histoire
L'idée d'un drapeau de la ville est suggérée pour la première fois en 1915 par Ellen Wyse, rédactrice en chef de Gossip. Elle porte l'idée à l'attention du maire Alexander Penn Wooldridge, qui a organisé un comité de 38 personnes pour explorer l'idée, et crée rapidement un concours de conception de drapeau, déclarant : 

« Sous l'autorité du maire de la ville d'Austin, un comité, nommé par lui, institue par la présente un concours dans le but d'obtenir un dessin pour le drapeau de la Ville d'Austin. Il est souhaitable de laisser autant de liberté que possible dans l'élaboration des dessins et dans le choix des couleurs. Il est cependant essentiel que la conception ait une valeur artistique, qu'elle soit simple et qu'elle exprime certaines caractéristiques saillantes de la ville. Les suggestions suivantes, qui incarnent dans une certaine mesure les caractéristiques les plus typiques de la ville, ont été faites et peuvent être utilisées à la discrétion du concepteur[:] La beauté naturelle d'Austin, la Ville de la Couronne Violette, le lac et le barrage, la Capitale de l'État, le dôme du capitole, le sceau de la ville, un centre éducatif, ses industries, le sentiment de l'histoire passée, la dérivation du nom-de Stephen F. Austin, une expression des idéaux de Stephen F. Austin sous forme symbolique, l'utilisation des armoiries de Stephen F. Austin. »

Le concours offre 50 $ au premier design et 25 $ au finaliste. Le 2 octobre 1916, date limite, le concours avait reçu 130 participants. Sur ces 130, le comité de 10 personnes a sélectionné le design de Ray Frederick Coyle,un artiste  de San Francisco, comme gagnant de la première place. La deuxième place revient à G. A. Geist, membre du corps professoral de l'Université A&M du Texas. L'entrée de Coyle est devenue le drapeau officiel et le sceau de la ville après quelques légères modifications apportées à la conception. L'original avait un bouclier rouge, blanc et bleu, avec le contour du Capitole au sommet du bouclier. Le triangle bleu provient des armoiries de la famille Austin et la croix et les ailes proviennent des armoiries de Stephen F. Austin. Le comité ajoute la lampe à huile pour représenter l'aspect de l'éducation à Austin, qui remplace une étoile blanche et une couronne qui représentaient la Ville de la Couronne violette. Le comité ajoute également le libellé « Ville d'Austin » en lettres moulées sous le bouclier et la couleur bleue à la lignée des ailes.
La ville commence à utiliser le dessin comme drapeau et sceau en 1917, à la suite d'une expédition de plusieurs grands et petits drapeaux au grand magasin de Scarbrough, dont un exemplaire est présenté à la ville. Le dessin est utilisé sur des documents de la ville, des voitures de police et d'autres biens de la ville. La copie de la ville de Scarbrough est en fait perdue, selon une histoire d'homme d'État du 20 juillet 1917, bien qu'elle a été découverte plus tard. Il est officiellement adopté par le conseil municipal d'Austin le 12 avril 1919. La résolution stipule que le drapeau flotterait aux occasions appropriées. Jeanne Y. McCallum écrit sur le drapeau en 1944, pour sa chronique hebdomadaire dans the Statesman. Dans la chronique, elle discute du manque d'utilisation du drapeau et interroge également  les gens sur leur connaissance de l'existence d'un drapeau de la ville d'Austin. À un moment donné, le drapeau original est placé dans un tiroir de bureau dans le bureau du greffier de la ville et est finalement découvert par un employé en 1975. Le drapeau est encadré et accroché à l'ancienne Boulangerie et à l'Emporium, qui sert de siège du bicentenaire de la ville. Le drapeau est ensuite placé dans une archive avec tous les autres documents impliqués dans le bicentenaire. Il est actuellement accroché au Austin History Center et est souvent affiché dans le bureau du maire.
Chaque réunion annuelle de la NAVA a un drapeau officiel qui représente la ville hôte. Le drapeau choisi pour Austin était un dessin historique dessiné en 1839. C'est une variante rectangulaire d'un drapeau naval auxiliaire carré, composé d'une barre bleue avec une étoile blanche au milieu. Autour de ce bar se trouve un épais bar blanc. Autour de la barre blanche se trouve une autre barre épaisse, cette fois en rouge. Ce drapeau représente l'État du Texas. Comme la conférence a lieu dans le bâtiment du capitole, elle traduit l'importance d'Austin en tant que capitale de l'État. KXAN, dans un rapport de 2015, constate que le drapeau de la ville est presque impossible à trouver et que même l'hôtel de ville d'Austin ne l'arbore pas.

## Accueil
Le drapeau se classe 62e sur 150 drapeaux de villes des États-Unis dans une enquête de 2004 de l'Association nord-américaine de vexillologie, se classant 7e sur 12 villes du Texas. Le drapeau est également présenté dans la conférence virale TED de Roman Mars, dans laquelle il le décrit comme un « sceau sur un drap de lit », ou un drapeau avec rien d'autre qu'un sceau, un exemple de mauvaise conception de drapeau. Austin (en particulier le capitole de l'État) accueille la 42e réunion annuelle de la NAVA en 2008. 